# Kartuski
Kartuski là một huyện thuộc tỉnh Pomorskie của Ba Lan. Huyện có diện tích 1121 km². Đến ngày 1 tháng 1 năm 2011, dân số của huyện là 118087 người và mật độ 105 người/km².